# 特洛伊 (南卡罗来纳州)
特洛伊（英文：Troy），是美国南卡罗来纳州下属的一座城市。城市类型是“Town”。其面积大约为0.8平方英里（2.07平方公里）。根据2010年美国人口普查，该市有人口93人，人口密度约为每平方 英里116.4人（约合每平方公里44.94人）。